# Lucy Anderson
Lucy Anderson, nata Lucy Philpot, (Bath, 12 dicembre 1797 – Londra, 24 dicembre 1878), è stata una pianista inglese, la più importante della prima fase dell'età vittoriana. Viene citata allo stesso modo dei pianisti inglesi del calibro di William Sterndale Bennett.

## Biografia
Nacque Lucy Philpot a Bath, Somerset nel 1797, figlia di John Philpot, un venditore di musica, che viene anche descritto come "un professore di musica" o "un oscuro contrabbassista". Grove sostiene che sua sorella Fanny, un'insegnante di piano, si fosse sposata con un Loder, membro di una famiglia molto in vista nella comunità musicale di Bath. Tuttavia ricerche genealogiche suggeriscono che in realtà sia stata Frances Elizabeth Mary Kirkham, figliastra della sorella di Lucy, Jane Harriet Philpot, a divenire la moglie del flautista George Loder, il fratello del violinista John David Loder. Lucy prendeva lezioni da suo cugino, un certo Windsor di Bath e da William Crotch. Ottenne il primo riconoscimento come pianista a Bath, trasferendosi poi a Londra nel 1818. Nel luglio 1820 sposò un noto violinista, George Frederick Anderson.
Lucy Anderson fu la prima pianista donna a suonare ai concerti della Philharmonic Society. Apparve 19 volte tra il 1822 e il 1862 e fu la prima pianista a suonare il Concerto "Imperatore" di Beethoven con la compagnia. Fu una grande sostenitrice dei concerti di Beethoven e li suonò più spesso di qualsiasi altro pianista inglese fino al 1850. Nel 1843 fu solista di pianoforte nella Fantasia corale di Beethoven, diretta da Ignaz Moscheles. Nel 1869 divenne membro onorario della Royal Philharmonic Society, un onore raramente assegnato.
Nel 1830 Johann Nepomuk Hummel compose un "Grand Military Septet" in do maggiore op. 114, per violino, violoncello, contrabbasso, flauto, clarinetto, tromba e pianoforte. Una fonte dice che questo fu dedicato a Lucy Anderson, anche se un altro dice che era dedicato a Madame Adolphe de Lanneau.
Nel 1837 l'editore Alfred Novello concesse a Lucy Anderson i diritti esclusivi per sei mesi per suonare il Concerto n. 2 di Felix Mendelssohn in Inghilterra. Questa fu un'operazione di prestito senza interessi di £30 da parte di suo marito, i fondi necessari a Novello per pubblicare il concerto.
Viene descritta come "formidabile" e "una manipolatrice di grandi protezioni". Due regine la nominarono loro personale pianista, la Regina Adelaide nel 1832 e la Regina Victoria nel 1837, essendo stata la Anderson insegnante di pianoforte di Vittoria dal 1834 o prima. Insegnò il pianoforte ai figli di Vittoria e ad altre signore di alto lignaggio. Fu una degli insegnanti di Arabella Goddard.
Nel 1848 suo marito George Frederick Anderson fu nominato Master of the Queen's Music.  Lucy Anderson si ritirò nel 1862 e morì a Londra il 24 dicembre 1878.
Il suo ritratto di Richard James Lane è nella National Portrait Gallery.